# Wurmbea
Wurmbea é um género botânico pertencente à família Colchicaceae.